# Liquidación (finanzas)
La liquidación de valores es un proceso comercial mediante el cual se intercambian valores, o participaciones en valores, contra el pago de dinero a cambio simultáneo, para cumplir con obligaciones contractuales, como las que surgen en la bolsa de valores.
En Estados Unidos, la fecha de liquidación de las acciones negociables suele ser 2 días hábiles, o T + 2 después de la ejecución de la operación, mientras que para las opciones cotizadas y valores gubernamentales suele ser 1 día después de la ejecución. En Europa, la fecha de liquidación también se ha adoptado como 2 días hábiles después de la ejecución de la operación.
Como parte del cumplimiento de las obligaciones de entrega que conlleva la negociación, la liquidación implica la entrega de valores y el pago correspondiente.
Existen varios riesgos para las partes durante el intervalo de liquidación, que son gestionados mediante un proceso de compensación, que sigue a la negociación y precede a la liquidación. La compensación implica modificar esas obligaciones contractuales para facilitar la liquidación, a menudo mediante compensación y novación.

## Naturaleza
La liquidación implica que una parte le entregue valores a otra. La entrega generalmente se realiza contra pago, pero algunas entregas se realizan sin el pago correspondiente (a veces se denomina entrega gratuita, sin pago o entrega FOP ). Ejemplos de entrega sin pago son la entrega de valores garantizados contra un préstamo de valores y una entrega realizada de conformidad con una llamada de margen.

### Tradicional (físico)
Antes de las tecnologías y métodos de los mercados financieros modernos, como los depósitos y los valores en forma electrónica, la liquidación de valores implicaba el movimiento físico de instrumentos en papel o certificados y formularios de transferencia. El pago generalmente se realizaba a través de un cheque en papel una vez que el registrador o el agente de transferencia recibían los certificados debidamente negociados y el resto de documentos necesarios. Hoy en día los valores de liquidación física todavía existen en los mercados modernos principalmente para valores privados (restringidos o no registrados) en contraposición a los valores negociados públicamente (en bolsa); sin embargo, el pago de dinero en la actualidad se realiza normalmente mediante transferencia electrónica de fondos. La liquidación física implica mayores riesgos, ya que los instrumentos en papel, certificados y formularios de transferencia están sujetos a riesgos que los medios electrónicos no tienen, como pérdida, robo, errores administrativos y falsificación.

### Electrónico
El sistema de liquidación electrónica surgió en gran parte como resultado de Los Sistemas de Liquidación y Compensación en los Mercados de Valores del Mundo, un importante informe de 1989 del grupo de expertos con sede en Washington, el Grupo de los Treinta. Este informe formuló nueve recomendaciones con miras a lograr una liquidación más eficiente. Esto fue seguido en 2003 con otro informe, Compensación y liquidación: un plan de acción, con 20 recomendaciones.
En un sistema de liquidación electrónica, la liquidación electrónica  tiene lugar entre los participantes. Si un no participante desea liquidar sus intereses, debe hacerlo a través de un participante que actúe como custodio. Los intereses de los participantes se registran mediante asientos de crédito en cuentas de valores mantenidas a su nombre por el operador del sistema. Permite una liquidación rápida y eficiente al eliminar la necesidad de trámites y la entrega simultánea de valores con el pago de una suma en efectivo correspondiente en la moneda acordada.

## Importancia legal
Después del intercambio y antes de la liquidación, los derechos del comprador son contractuales y, por tanto, personales. Debido a que son meramente personales, los derechos del comprador están en riesgo en caso de insolvencia del vendedor. Después de la liquidación, el comprador posee los valores y sus derechos son de propiedad. La liquidación es la entrega de valores para completar las operaciones. Implica convertir los derechos personales en derechos de propiedad y, por lo tanto, protege a los participantes del mercado del riesgo de incumplimiento de sus contrapartes.